# Wilhelm Riecken
Wilhelm Riecken (18. dubna 1839 Chemnitz – 23. října 1909 Chomutov) byl rakouský a český průmyslový podnikatel a politik německé národnosti, na počátku 20. století poslanec Českého zemského sněmu.

## Biografie
Vystudoval obchodní školu v Lipsku a průmyslovou akademii v rodném Chemnitz. Pak absolvoval Technickou vysokou školu v Drážďanech. Pobýval na praxi v textilních podnicích ve Švýcarsku a Anglii. Od roku 1864 nastoupil do rodinné textilní firmy, přádelny A. W. Marbach (později Marbach und Riecken) v Raušengrundu (dnes Šumná) u Litvínova, v níž později dlouhodobě působil jako ředitel podniku. Na počátku 20. století měla firma okolo tisíce zaměstnanců.
Byl aktivní ve veřejném životě. Po několik funkčních období zasedal v obecním zastupitelstvu v Litvínově. Zasadil se o zřízení tamního okresního soudu a o rozšíření litvínovského hřbitova. Podpořil, a to i vlastními penězi, založení obecní spořitelny v Litvínově, v níž působil od roku 1893 jako předseda správního výboru. Angažoval se v rozvoji školství, byl dlouholetým členem místní školní rady a předsedou místního německého spolku Deutscher Schulverein. Zasedal rovněž v okresním zastupitelstvu a v chebské obchodní a živnostenské komoře. V roce 1903 se podílel na ustavení sekce Spolku rakouských průmyslníků a stal se viceprezidentem této sekce. V roce 1898 mu byl udělen rytířský Řád Františka Josefa.
Na počátku století se zapojil i do zemské politiky. Ve volbách v roce 1901 byl zvolen do Českého zemského sněmu v kurii obchodních a živnostenských komor (volební obvod Cheb). Politicky patřil k Německé pokrokové straně (němečtí liberálové).
Až do doby krátce před smrtí byl aktivní v řízení svého podniku. Pak se odebral na odpočinek, pobýval v Drážďanech. Zemřel v říjnu 1909 v chomutovské nemocnici, kde se několik dnů předtím podrobil operaci. Smuteční rozloučení se konalo v Litvínově, pohřben byl na litvínovském evangelickém hřbitově.